# SpaceX Crew-7
SpaceX Crew-7 is de zevende reguliere vlucht onder NASA’s Commercial Crew-programma waarmee SpaceX vier ruimtevaarders naar en van het ISS vervoert. Het is tevens de tiende bemande Crew Dragon-vlucht naar het ISS en de elfde bemande Crew Dragon-vlucht. De vlucht draagt in contracten de juridische naam PCM-7 (Post Certification Mission 7).

## Bemanning
| Positie          | Ruimtevaarder                                 |
| ---------------- | --------------------------------------------- |
| Gezagvoerder     | Jasmin Moghbeli, NASA, 1e ruimtevlucht        |
| Piloot           | Andreas Mogensen, ESA 2e ruimtevlucht         |
| Missiespecialist | Satoshi Furukawa, JAXA 2e ruimtevlucht        |
| Missiespecialist | Konstantin Borisov, Roskosmos 1e ruimtevlucht |

## Lancering
De lancering was voorzien voor 17 augustus 2023, na de Falcon Heavy-lancering van 20 juli had SpaceX meer tijd dan eerder beoogd nodig om lanceerplatform 39A in gereedheid te brengen voor de Falcon 9-Crew Dragon-lancering waarop deze werd uitgesteld tot 25 augustus. Wegens ongunstige weersomstandigheden werd de lancering nog eens met 24 uur uitgesteld en ze vond plaats op 26 augustus 2023. De eerste trap van de raket vloog terug naar land. Dit was de eerste keer dat dit voor een Commercial Crew-vlucht gebeurde. Bij eerdere Commercial Crew-vluchten werd op een droneschip op zee geland. Na een vlucht van 30 uur arriveerde de capsule bij het ISS.

## Missie
Tijdens hun verblijf zullen de astronauten diverse onderzoeken uitvoeren met onder andere  micro-organismen aan de buitenkant van het ruimtestation, experimenten waarbij wordt gekeken naar het effect van microzwaartekracht op de menselijke slaapcyclus, onderzoek naar microbiële groei op roestvrijstalen oppervlakken, zoals die in de watersystemen van het ruimtestation, en een reeks observaties ter verbetering van de fysieke en psychologische reacties van astronauten voor, tijdens en na hun verblijf in de ruimte.

### Huginn
De ESA-missie wordt uitgevoerd onder de naam Huginn. Die naam vindt zijn oorsprong in de Noorse mythologie met Huginn en Muninn, twee raafhandlangers van de god Odin. Samen symboliseren de twee de menselijke geest, waarbij Huginn het denken vertegenwoordigt en Muninn het geheugen. 